# Rhodotarzetta rosea
Rhodotarzetta rosea — вид грибів, що належить до монотипового роду Rhodotarzetta.